# Pareugyrioides chardyi
Pareugyrioides chardyi is een zakpijpensoort uit de familie van de Molgulidae. De wetenschappelijke naam van de soort werd in 1977 voor het eerst geldig gepubliceerd door Claude en Françoise Monniot.